# Ziziphus oxyphylla
Ziziphus oxyphylla är en brakvedsväxtart som beskrevs av Michael Pakenham Edgeworth. Ziziphus oxyphylla ingår i släktet Ziziphus och familjen brakvedsväxter. Utöver nominatformen finns också underarten Z. o. pedicellaris.